# Sportsman Buenos Aires
Club Atlético Sportsman – argentyński klub piłkarski z siedzibą w mieście Buenos Aires.

## Historia
Klub Sportsman założony został w 1922 roku. W 1923 uzyskał awans do pierwszej ligi mistrzostw organizowanych przez federację piłkarską Asociación Argentina de Football. W pierwszoligowym debiucie w 1924 roku Sportsman zajął 16 miejsce.
W 1925 i 1926 roku Sportsman dwa razy z rzędu zajął 11 miejsce. W 1927 roku konkurencyjne federacje piłkarskie połączyły się, jednak Sportsman nie otrzymał prawa gry w połączonej lidze. Klub już nigdy nie powrócił do najwyższej ligi Argentyny.
W ciągu 3 sezonów spędzonych w pierwszej lidze Sportsman rozegrał 58 meczów, z których wygrał 13, zremisował 25 i przegrał 20, uzyskując 51 punktów. Klub zdobył 50 bramek i stracił 66 bramek.